# آلاله گل‌ریز
آلاله گل‌ریز، آلاله دریای اژه، آلاله گل کوچک (نام علمی: Ranunculus chius) نام یک گونه از سرده آلاله است. سردهٔ آلاله در ایران ۵۵ گونهٔ علفی یک ساله و چند ساله دارد. آلاله گل‌ریز یکی از ۵۵ گونهٔ موجود در ایران است.